# Elvis, a titkos ügynök
Az Elvis, a titkos ügynök (eredeti cím: Agent Elvis) 2023-as amerikai 2D-s számítógépes animációs szitkom, amelyet Priscilla Presley és John Eddie alkotott.
Amerikában és Magyarországon 2023. március 17-én mutatta be a Netflix.

## Történet
A történet 1968-ban kezdődik, mikor a rock 'n roll legenda, Elvis Presley hosszas idő után visszatér. Miután sikeresen kiiktat pár bűnözőt, 1969-ben felveszik Elvist a TCB-hez, ami a világ irányításával foglalkozik. A TCB vezetője, A parancsnok (Don Cheadle) közli Elvis-szel, hogy ügynökként szeretnék őt alkalmazni az ügynökségnél. Elvis kisebb habozás után a TCB ügynökévé válik. Az első évad nagy része egy bizonyos hangfegyver után való nyomozás körül forog. Eközben Elvis sötét múltja is kezd feltárulni.

## Szereplők

### Főszereplők
| Szereplő      | Eredeti hang        | Magyar hang    | Leírás |
| ------------- | ------------------- | -------------- | --- |
| Elvis Presley | Matthew McConaughey | Ember Márk     | A rock 'n roll legenda, aki sokan a valaha élt legnagyobb zenésznek tartanak a világon. 1968-ban a színészi kararrierje és a katonai pályafutása után visszatér a zenéléshez, csakhogy a TCB már vár rá, hogy felvegyék őt az ügynökséghez. |
| CeCe Ryder    | Kaitlin Olson       | Gáspár Kata    | Egy fiatal túlbuzgó drogfüggő szórakozott lány; Elvis felettese, a TCB egyik ügynöke. Rossz kapcsolatban áll az anyjával. |
| Bobby Ray     | Johnny Knoxville    | Patkós Márton  | Elvis legjobb barátja. Gyakran beugrik Elvis helyére a filmjeiben, mikor a fiú nincs ott. A TCB-hez kerülése után pilóta lesz belőle, bármit képes elvezetni.                                                                               |
| Bertie        | Niecy Nash          | Bertalan Ágnes | Elvis "bébiszittere". Rendkívül vallásos. |
| Csimbók       | Tom Kenny           | Eredeti hang   | Elvis drogfüggő majma. Korábban a NASA-nál dolgozott, csakhogy kirúgták onnan. Ő szeretett volna lenni, az első majom a Holdon. |
| A parancsnok  | Don Cheadle         | Lengyel Tamás  | A TCB vezetője. Elvis egyik rajongója. Szerelmes Bertie-be. |

### Vendégszereplők
| Szereplő              | Eredeti hang        | Magyar hang       | Leírás |
| --------------------- | ------------------- | ----------------- | --- |
| Charles Manson        | Fred Armisen        | Széles Tamás      | Korábban zenész és színész volt. A Manson család nevű bűnszervezet vezetője volt. Sorozatgyilkos. A sorozatban hippiként ábrázolják, aki a megtérésre buzdít mindenkit. |
| Önmaga                | Ronnie Tutt         | Hám Bertalan      | Dobos és zenész volt. Korábban segített Elvisnek lemezeket rögzíteni. |
| Doyle                 | Asif Ali            | Csiby Gergely     | A parancsnok félénk, stréber és figyelemhiányos asszisztense, akinek nagy álma, hogy ő is terepügynök lehessen. |
| Timothy Leary         | Chris Elliott       | Varga Gábor       | Amerikai tudós és író. Segített a TCB-nek a Tupelo-projektben, mely Elvis létrehozását tartalmazta. |
| Howard Hughes         | Jason Mantzoukas    | Rába Roland       | Amerikai tudós, feltaláló és mérnök. A sorozatban a TCB-nek dolgozik. Őrült és megalomániás. |
| Önmaga                | Priscilla Presley   | Ágoston Katalin   | Elvis elhanyagolt felesége. |
| A rendező             | Baz Luhrmann        | Karácsonyi Zoltán | A filmrendező, aki forgat Elvis-szel egy apácás filmet. Érdekesség: A karaktert szinkronizáló Baz Luhrmann az a filmrendező, aki a 2022-es Elvis filmet rendezte. |
| Simlis                | Tony Cavalero       | Kovács Lehel      | Drogdíler, aki folyton stricinek öltözik. Elvis nagy rajongója. |
| Richard Nixon elnök   | Gary Cole           | Barbinek Péter    | Az Amerikai Egyesült Államok elnöke, Elvis idejében. Kiderül róla, hogy rasszista és fajgyűlölő is. |
| Robert Goulet         | Ed Helms            | Csernák János     | Amerikai-Kanadai énekes. Elvis vetélytársa. A TCB egyik alkalmazottja volt, ám az évad végén kiderült, hogy végig tégla volt. |
| Roxanne Ryder         | Christina Hendricks | Bánsági Ildikó    | CeCe, szexmániás elhidegült anyja. |
| Zara                  | Ego Nwodim          | Szilágyi Csenge   | A fekete párducok fiatal tagja. Később segít Elviséknek megmeneskülni. |
| Önmaga                | George Clinton      | Nagypál Gábor     | Énekes, Elvis közeli barátja. |
| Paul McCartney        | Simon Pegg          | Stern Dániel      | A The Beatles együttes tagja. Priscilla LSD miatti hallucinációiban tűnik fel, mint idegenvezető. |
| Jackie                | Craig Robinson      | Kálid Artúr       | Egy fekete Elvis. |
| Gabriel Wolf          | Kieran Culkin       | Fehér Tibor       | Az 1. évad titkos főellensége. A bandájával megakarja fertőzni a Földet Elvis zenéjével, hogy mindenki utálja őt. Ezt bosszúból tenné meg, hisz Elvist okolja apja halála miatt. Az évad végére elbukik, bár a TCB és Elvis sem szerez tudomást róla, hogy Gabriel tehet mindenről. |
| A fiatal Kurt Russell | Jamie Costa         | Bolba Tamás       | Egy fiatal Hollywood-i színész, akit Howard tart fogja, hiszen a férfi azt hiszi, hogy Kurt ölte meg Walt Disney-t. |

### Magyar változat
- Magyar szöveg: Tóth Gábor
- Hangmérnök: Salgai Róbert
- Vágó: Kránitz Bence
- Gyártásvezető: Kablay Luca
- Szinkronrendező: Molnár Ilona
- Produkciós vezető: Felföldi Anna

A szinkront az Iyuno Hungary készítette.

## Epizódok
| Sor. | Év. | Cím                                             | Rendező | Író          | Premier                           |
| ---- | --- | ----------------------------------------------- | ------- | ------------ | --------------------------------- |
| 1.   | 1.  | A király visszatér (Full Tilt)                  | Gary Ye | Mike Arnold  | 2023 március 17. 2023 március 17. |
| 2.   | 2.  | Ba**d meg, Vegas (F*ck You, Vegas)              | Gary Ye | Casper Kelly | 2023 március 17. 2023 március 17. |
| 3.   | 3.  | Kokainkedd (Cocaine Tuesdays)                   | Gary Ye | Mark Ganek   | 2023 március 17. 2023 március 17. |
| 4.   | 4.  | Totál agyfa** (Total Mind F*ck)                 | Gary Ye | Mike Arnold  | 2023 március 17. 2023 március 17. |
| 5.   | 5.  | A nagyon Fehér Ház (Maximum Density)            | Gary Ye | Matt Roller  | 2023 március 17. 2023 március 17. |
| 6.   | 6.  | Macika (Pookie-Bear)                            | Gary Ye | Mike Arnold  | 2023 március 17. 2023 március 17. |
| 7.   | 7.  | Mentatea (Maghrebi Mint)                        | Gary Ye | Asha Wilson  | 2023 március 17. 2023 március 17. |
| 8.   | 8.  | Fejleves (Head Soup)                            | Gary Ye | John Eddie   | 2023 március 17. 2023 március 17. |
| 9.   | 9.  | Dagadó vágy (Swollen Desire)                    | Gary Ye | Matt Roller  | 2023 március 17. 2023 március 17. |
| 10.  | 10. | Ég veled, Részeg Majom (Godspeed, Drunk Monkey) | Gary Ye | Mike Arnold  | 2023 március 17. 2023 március 17. |